# Dan Reynolds
Daniel Coulter Reynolds (* 14. července 1987 Las Vegas, Nevada) je americký zpěvák, písničkář a hudební producent. Je známý především jako zpěvák skupiny Imagine Dragons, kterou v roce 2008 založil s bubeníkem Andrewem Tolmanem. V roce 2011 vydal společně se svojí manželkou Ajou Volkman EP nazvané Egyptian – EP. Je známý i jako aktivista za práva LGBT+ komunity a filantrop.
Narodil se v roce 1987 do rodiny z mormonské komunity. Dva roky také strávil jako misionář. Studoval nejdříve na University of Nevada v Las Vegas a pak na soukromé univerzitě v Utahu, kde se setkal s pozdějším spoluzakladatelem a bubeníkem skupiny Imagine Dragons Andrewem Tolmanem. Tolman se ale v roce 2011 rozhodl odejít a místo něj se do skupiny přidali Ben McKee, Daniel Platzman a Wayne Sermon. Své debutové album Night Visions vydali v roce 2012. 1. ledna 2017 vydal píseň ,,Believer" s alba Evolve, která se vyšplhala na  Billboard Hot 100. 

## Osobní život
V březnu 2011 se oženil s hudebnicí a zpěvačkou skupiny Nico Vega Ajou Volkman, se kterou má čtyři děti: dceru Arrow Eve, dcery Giu James a Coco Rae (dvojčata) a syna Valentina. V roce 2018 na svém Twitter účtu oznámil, že se rozvádějí, následně se ale znovu dali dohromady ještě před rozvodovým řízením. Společně složili i jednu z písní alba Origins: „Bad Liar“. Dne 16. září 2022 znovu ohlásili rozpad vztahu.
Umí hrát na klavír, akustickou kytaru a buben.